# Maksym Lisowy
Maksym Ołeksijowycz Lisowy, ukr. Максим Олексійович Лісовий (ur. 21 maja 1985 w Czerkasach) – ukraiński piłkarz, grający na pozycji pomocnika.

## Kariera piłkarska

### Kariera klubowa
Wychowanek klubu Dnipro Czerkasy, w składzie którego w 2002 rozpoczął karierę piłkarską. Od 2004 grał w pierwszej i drugiej drużynie Borysfena Boryspol. W 2006 przeszedł do Zorii Ługańsk, ale występował tylko w składzie drużyny rezerw, dlatego następnego roku zmienił klub Wołyń Łuck. Latem 2009 był na testach w Karpatach Lwów, ale powrócił do Wołyni. W lipcu 2010 przeniósł się do PFK Sewastopol.
Na początku 2011 został wypożyczony do białoruskiej Biełszyny Bobrujsk. Latem 2011 podpisał długoletni kontrakt z FK Homel, jednak już po pół roku przeniósł się do innego białoruskiego klubu Dynama Mińsk. W 2013 bronił barw Dniapra Mohylew, a w styczniu 2014 powrócił do FK Homel. Ale po miesiącu 21 lutego 2014 kontrakt został anulowany i piłkarz zasilił skład FK Połtawa. 19 stycznia 2015 powrócił do czerkaskiego klubu, który już nazywał się Czerkaśkyj Dnipro Czerkasy.

## Sukcesy i odznaczenia

### Sukcesy klubowe
- wicemistrz Pierwszej Lihi: 2009/10